# Maurice Hagemans
Maurice Gustave Joseph Marie Hagemans (Luik, 27 augustus 1852 - Elsene, 2 november 1917) was een kunstschilder en aquarellist van het impressionisme. Hij behoorde tot de Colonie d'Anseremme, een Belgische schildersschool uit de 19de eeuw en schilderde vooral portretten en landschappen als genrevoorstelling.

## Levensloop

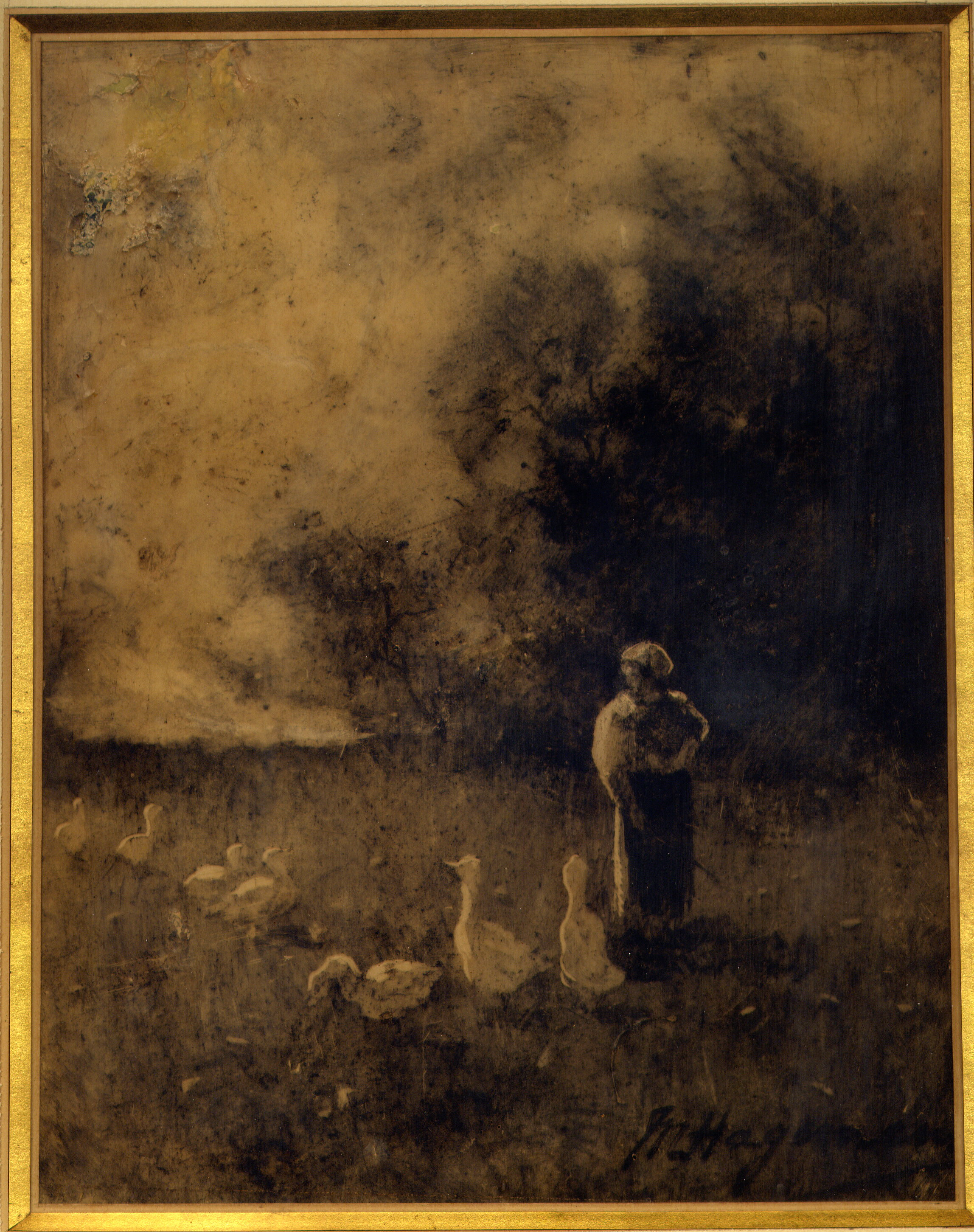
De ganzenhoedster

Hij was de zoon van rentenier Gustave Hagemans, die op 21-jarige leeftijd het fortuin van zijn grootvader Josse Hagemans, medestichter van de Generale Maatschappij van België en bankier van zowel koning Willem I als koning Leopold I, had geërfd. Zijn jeugd bracht Hagemans door in België, Italië en Zwitserland, waar zijn vader archeologische onderzoeken deed. Omstreeks 1860 keerde het gezin terug naar België en ging zich vestigen in het Henegouwse dorp Macquenoise. Zijn vader werd in 1866 liberaal parlementslid.
De jonge Hagemans voltooide het middelbaar onderwijs en besloot om kunstenaar te worden. Omstreeks 1873 begon hij te schilderen en hielp zijn vader bij diens archeologische onderzoeken en ontmoette in 1874 Félicien Rops op een archeologisch congres in Stockholm. Die nodigde Hagemans uit om zich te vestigden in Anseremme en er deel te gaan uitmaken van de groep kunstschilders en schrijvers van de plaatselijk schildersschool. Hij sloot er vriendschap met Théodore Hannon, Eugène Verdyen, Périclès Pantazis en Théodore Baron.
Hagemans bleef zo'n vijf jaar in Anseremme wonen, leerde er zijn vrouw Marie Bricart kennen. Hij vestigde zich daarna in Brussel waar hij lid werd van de pas opgerichte Cercle des Aquarellistes et des Aquafortistes Belges waar hij contacten had met Edgar Baes, Lionel Baes, Euphrosine Beernaert, Jean Capeinick, Auguste Danse, Marie De Bièvre, Willy Finch, Amédée Lynen en Louis Titz. Het jaar daarop werd hij lid van Les Hydrophiles, een afscheuring van de Cercle des Aquarellistes. Tijdens die periode reisde hij vaak naar Scandinavië en Duitsland.
Hagemans verhuisde even naar Antwerpen maar vestigde zich in 1886 definitief in Elsene. Van daar uit trok hij regelmatig naar de Maasvallei (onder andere in Anseremme, Chooz en Freÿr) om er te gaan schilderen. In 1901 kocht hij in Freÿr de Villa des Pommiers waar hij een schildersatelier inrichtte. Ook aan de Belgische kust verbleef hij regelmatig om er te schilderen.
Hagemans stierf op 65-jarige leeftijd in zijn woonplaats Elsene en ligt er begraven op het plaatselijke begraafplaats. Ook zijn zoon Paul Hagemans werd kunstschilder.

## Werk
Hagemans was een impressionist die aanvankelijk deel uitmaakte van de Colonie d'Anseremme, een Belgische schildersschool uit de 19de eeuw die omstreeks 1872 was ontstaan in het gelijknamige dorp. Hij begon te schilderen omstreeks 1873 en schilderde vooral portretten, dieren, landschappen en marines als genrevoorstelling. Na 1887 was hij vooral aquarellist.
Hij bezocht vanaf 1875 de grote schildersalons en was aanwezig op het Salon van Brussel van 1875 en op dat van Gent van 1889 en 1902. Hij zond ook werk in voor buitenlandse salons, onder andere in Parijs en had solotentoonstellingen in Brussel in 1893 en 1899. Met Henri Arden exposeerde hij op de tentoonstelling van de Brusselse Cercle Artistique et Littéraire in 1884, met Henri Cassiers exposeerde hij in 1892 en 1899, met Frantz Charlet in 1902 en met Fernand Khnopff tijdens de Eerste Wereldoorlog. Ook na de oorlog exposeerde hij nog regelmatig in Brusselse galeries. In het buitenland stelde hij tentoon in Boedapest, München, Milaan en Chicago.
Koning Leopold II bestelde in 1893 vier grote panelen die de vier jaargetijden dienden voor te stellen. Zij waren bestemd voor de zogenaamde Zaal der Vier Jaargetijden in het Château Royal d'Ardenne dat enkele jaren eerder door de koning naar ontwerp van Alphonse Balat was opgetrokken. Later kocht de koning nog meer werk van hem evenals gravin Maria van Hohenzollern-Sigmaringen, moeder van de latere koning Albert I en schoonzus van Leopold II.
Na zijn dood waren er diverse overzichtstentoonstellingen in Brussel (1917), Verviers (1924), Antwerpen (1924) en Gent (1926).

## Musea en collecties
Werk van Hagemans is in het bezit van de volgende musea en collecties:
- Koninklijke Verzameling, verscheidene werken die werden aangekocht door koning Leopold II en zijn schoonzus
- Koninklijke Musea voor Schone Kunsten van België, Brussel, De houthakkers
- Museum voor Schone Kunsten, Luik, verscheidene werken
- Koninklijk Museum voor Schone Kunsten Antwerpen, Antwerpen, Landschap met schapen
- Museum van Elsene, Elsene, verscheidene werken
- Szépművészeti Múzeum, Boedapest, Het uitvaren van de barken
- Kunstmuseum aan Zee, Oostende, Vissers
- Stedelijke collectie in het stadhuis van Dinant.